# Chahār Afshār-e Soflá
Chahār Afshār-e Soflá (persiska: چَهار اَفشارِ سُفلَى, چهار افشار سفلی) är en ort i Iran.   Den ligger i provinsen Lorestan, i den nordvästra delen av landet, 400 km väster om huvudstaden Teheran. Chahār Afshār-e Soflá ligger 1 940 meter över havet och antalet invånare är 164.
Terrängen runt Chahār Afshār-e Soflá är kuperad.Runt Chahār Afshār-e Soflá är det ganska tätbefolkat, med 56 invånare per kvadratkilometer. Närmaste större samhälle är Harsīn, 19,2 km väster om Chahār Afshār-e Soflá. Trakten runt Chahār Afshār-e Soflá består i huvudsak av gräsmarker.